# جوليان فيريت

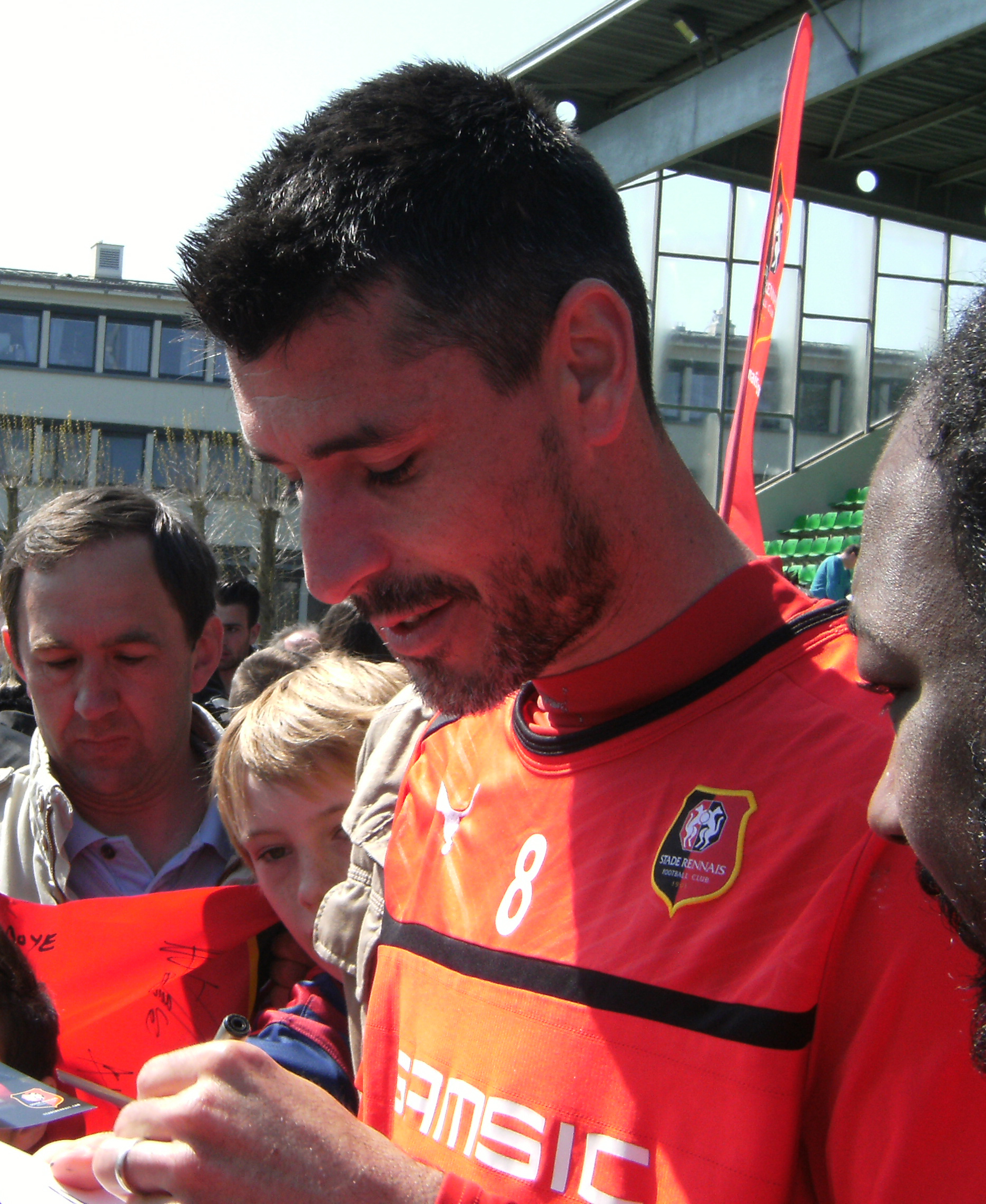

جوليان فيريت (بالفرنسية: Julien Féret)‏ (مواليد 5 يوليو 1982 في سانت بريوك - فرنسا) لاعب كرة قدم فرنسي يلعب حاليا لصالح نادي الدرجة الأولى نانسي الفرنسي منذ 2008 في مركز الوسط المدافع كما يجيد اللعب في مركز قلب الدفاع .

## روابط خارجية
- جوليان فيريت على موقع رابطة كرة القدم الفرنسية للمحترفين (الإنجليزية)
- جوليان فيريت على موقع قاعدة بيانات كرة القدم.إي يو (الإنجليزية)
- جوليان فيريت على موقع ليكيب (الفرنسية)
- جوليان فيريت على موقع Soccerway.com (الإنجليزية)
- جوليان فيريت على موقع عالم كرة القدم.نت (الإنجليزية)
- جوليان فيريت على موقع كووورة
- جوليان فيريت على موقع AS.com (الإسبانية)